# 히트곡
히트곡(hit曲)은 대중 음악 분야에서 음반 판매 또는 디지털 다운로드에서 어느 정도 히트를 기록한 노래를 의미한다. 순위에서 몇 위 이내에 들어 오면 히트했다고 되는지, 음반 판매량이 몇 장에 도달해야하는지 등 기준은 개개인의 주관적이다.

## 베스트 앨범
히트곡들을 모은 컴필레이션 음반을 베스트 앨범이라고 한다.

## 같이 보기
- 레코드 차트 목록
- 레코드 차트
- 슬리퍼 히트